# Férfi 4 × 10 km-es sífutóváltó az 1948. évi téli olimpiai játékokon
Az 1948. évi téli olimpiai játékokon a sífutás férfi 4 × 10 km-es váltó versenyszámát február 3-án rendezték a Sí stadionban. A számot a svéd csapat nyerte. Magyar csapat nem vett részt a versenyen.

## Végeredmény
Az időeredmények másodpercben értendők.
| Helyezés | Csapat                                                                                                  | Időeredmény                     |
| -------- | --- | ------------------------------- |
| Arany    | Svédország (SWE) · Nils Östensson · Nils Täpp · Gunnar Eriksson · Martin Lundström                      | 2:32:08 36:16 37:14 38:27 40:11 |
| Ezüst    | Finnország (FIN) · Lauri Silvennoinen · Teuvo Laukkanen · Sauli Rytky · August Kiuru                    | 2:41:06 38:11 38:16 40:30 44:09 |
| Bronz    | Norvégia (NOR) · Erling Evensen · Olav Økern · Reidar Nyborg · Olav Hagen                               | 2:44:33 40:15 38:37 41:39 44:02 |
| 4.       | Ausztria (AUT) · Josl Gstrein · Josef Deutschmann · Engelbert Hundertpfund · Karl Rafreider             | 2:47:18 40:02 40:46 42:09 44:21 |
| 5.       | Svájc (SUI) · Niklaus Stump · Robert Zurbriggen · Max Müller · Edy Schild                               | 2:48:07 41:08 40:22 42:05 44:32 |
| 6.       | Olaszország (ITA) · Vincenzo Perruchon · Silvio Confortola · Rizzieri Rodeghiero · Severino Compagnoni  | 2:51:00 41:50 41:18 41:51 46:01 |
| 7.       | Franciaország (FRA) · René Jeandel · Gérard Perrier · Marius Mora · Benoît Carrara                      | 2:51:53 42:54 42:28 42:43 43:48 |
| 8.       | Csehszlovákia (TCH) · Štefan Kovalčík · František Balvín · Jaroslav Zajíček · Jaroslav Cardal           | 2:54:56 42:57 43:12 44:53 43:54 |
| 9.       | Jugoszlávia (YUG) · Tone Razinger · Anton Pogačnik · Matevž Kordež · Jože Knific                        | 2:55:55 41:16 43:08 45:01 46:30 |
| 10.      | Lengyelország (POL) · Józef Daniel Krzeptowski · Stanisław Bukowski · Tadeusz Kwapień · Stefan Dziedzic | 2:59:19 43:03 44:22 43:29 48:25 |
| 11.      | Liechtenstein (LIE) · Christof Frommelt · Arthur Meier · Xaver Frick · Egon Matt                        | 3:35:39 47:25 52:51 58:21 57:02 |